# Ешерсгаймська липа
Ешерсгаймська липа (нім. Eschersheimer Linde) – пам'ятка природи і визначна пам'ятка Франкфуртського району Ешерсгайм.

## Історія
Ешерсгаймська липа, зимова липа (лат. Tilia cordata), що була посаджена наприкінці XVII століття як територіальний орієнтир у відкритому полі на східній околиці Ешерсгайма Ландштрассе. На той час це було досить відлюдне місце. Спочатку вона називалася Kleine Linde (Маленька Липа). На той час уже була так звана Große Linde (Велика Липа), яка була на 50 років старшою і росла далі на північ в районі місцини, що називалася Weißer Stein (Білий Камінь) — колишня околиця Ешерсгайму. Однак, в XIX столітті вона 
була сильно пошкоджена і її залишки впали під час сильної бурі 1923 року.

1888 року до цієї місцевості було проведено гілку Франкфуртської трамвайної залізниці. 1908 року лінію було електрифіковано. Поряд з липою було влаштовано трамвайну зупинку. У XX столітті дорогу було прокладено обабіч дерева.

## Ешерсгаймська липа і сучасність
У 1937 році Ешерсгаймська липа отримала статус пам'ятки природи. Сьогодні висота дерева складає 25 метрів, а окружність його стовбура — біля п'яти метрів. У 1955 та 1974 роках фахівці проводили комплекс лікувально-омолоджувальних заходів задля порятунку дерева. Не зважаючи на ці заходи, внаслідок асфальтування дороги та посилення герметизації прилеглих територій, дерево знову опинилося у небезпеці. Тому в 1968 році в ході розширення та модернізації мережі міської залізниці в цьому районі для дерева було облаштовано спеціальну дренажну система, а в 1984 році — систему штучного зрошення і вентиляції кореневої системи.

## Цікаві факти
Від назви самого дерева походить назва вулиці, що проходить поруч з деревом з південного заходу на північний схід (нім. Straße Am Lindenbaum) району Ешерсгайм. 1968 року за кілька десятків метрів від самого дерева було облаштовано наземну станцію метро з відповідною назвою — Lindenbaum. Цікаво, що в цьому саме місці ліня метро закладена по овальній траєкторії задля того, щоб оминути цю визначну пам'ятку природи.